# 野崎車站 (栃木縣)

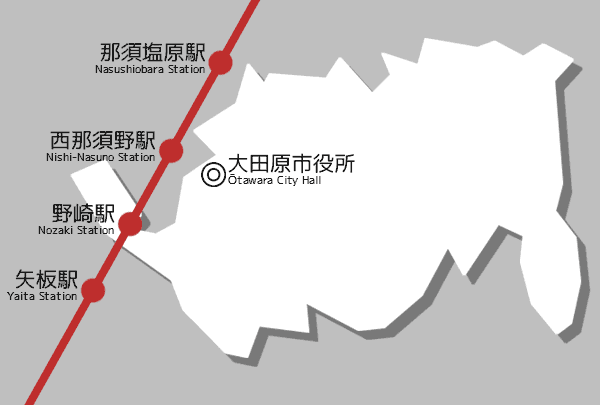
大田原市及其周邊車站

野崎車站（日语：／ Nozaki eki */?）是一由東日本旅客鐵道（JR東日本）所經營的鐵路車站，位於日本栃木縣大田原市薄葉，是JR東日本宇都宮線沿線的車站（但在正式路線規劃上，其實是東北本線的一站）。野崎車站雖然是大田原市境內唯一的一個鐵路車站，但距離市區中心相當遠，因此主要的利用旅客大都是往返野崎工業區與野崎第二工業區的通勤旅客。至於距離大田原市中心位置最近的車站，反而是那須鹽原市境內的西那須野車站。
由於西日本旅客鐵道（JR西日本）片町線沿線還有一個同名車站存在，因此本站的車票上特別打上了「（北）野崎」的字樣，以作為區隔。

## 車站結構
側式月台1面1線與島式月台1面2線，合計2面3線的地面車站。

### 月台配置
| 月台 | 路線                  | 方向 | 行先                                                   |
| ---- | --------------------- | ---- | ------------------------------------------------------ |
| 1    | ■宇都宮線（東北本線） | 下行 | 那須鹽原、黑磯、白河方向                               |
| 3    | ■宇都宮線（東北本線） | 上行 | 宇都宮、大宮、東京、橫濱、大船方向 （包括■上野東京線） |

（來源：JR東日本:車站構內圖 （页面存档备份，存于））

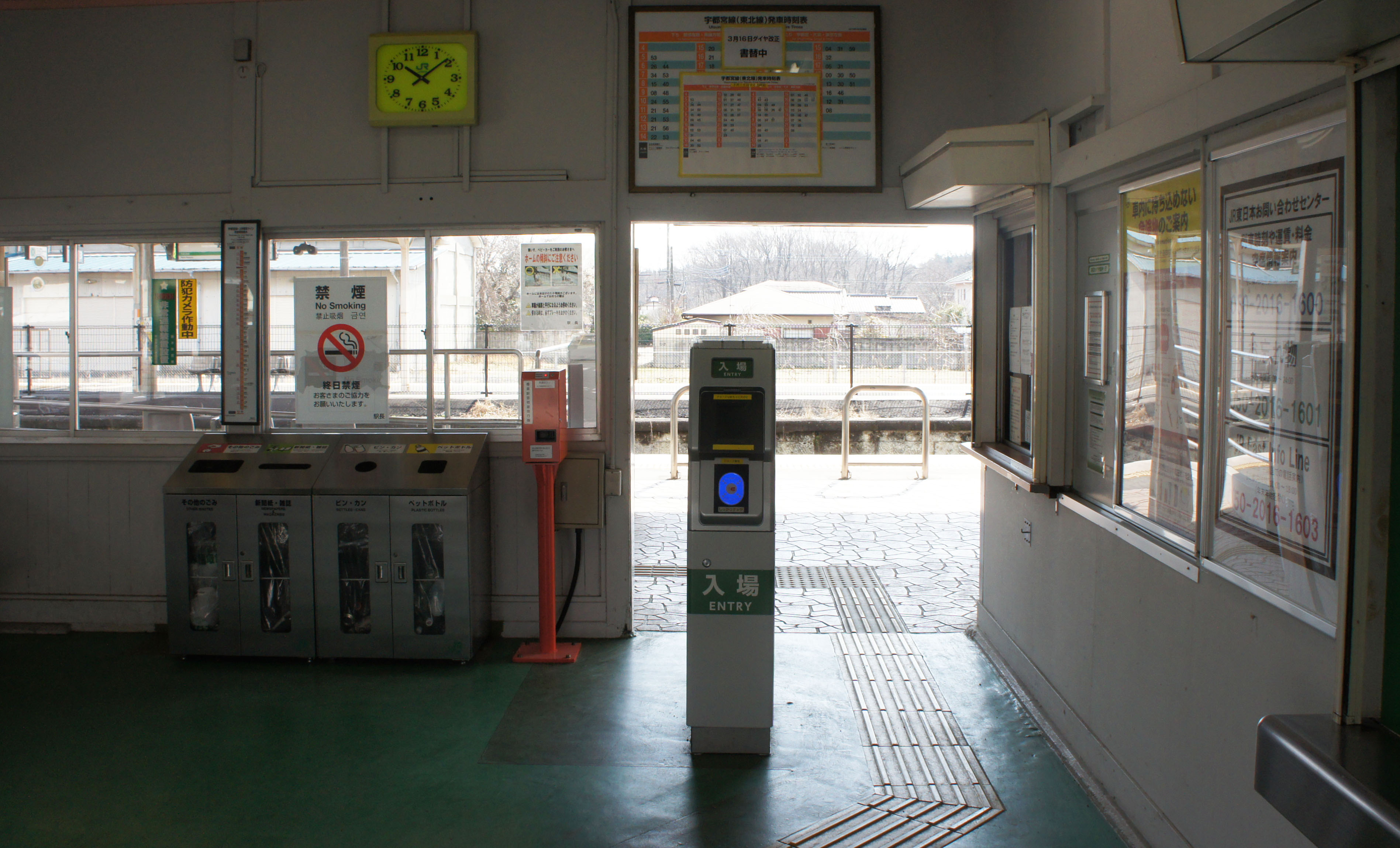
簡易Suica閘機與乘車站證明書發行機（2019年3月）
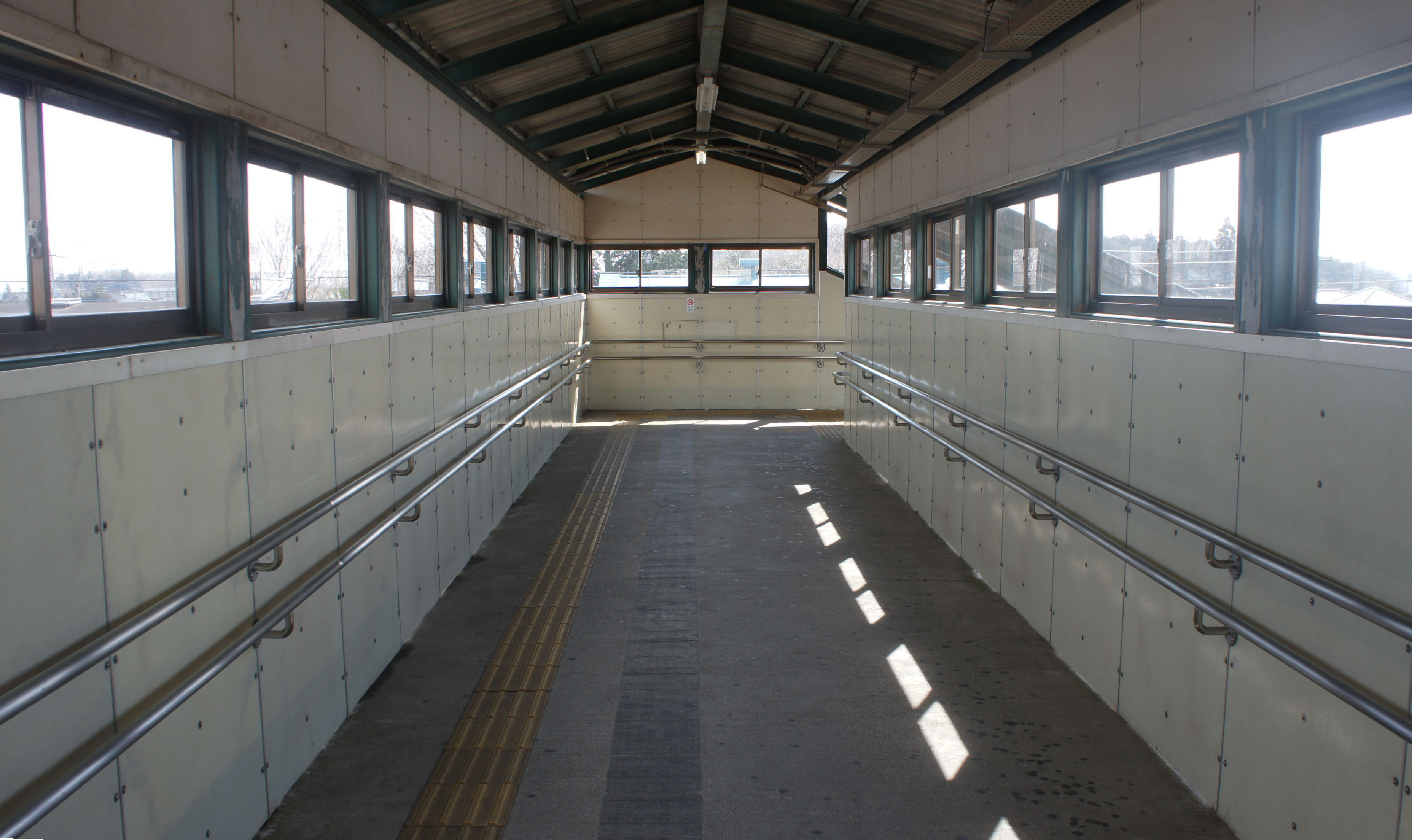
跨線天橋（2019年3月）
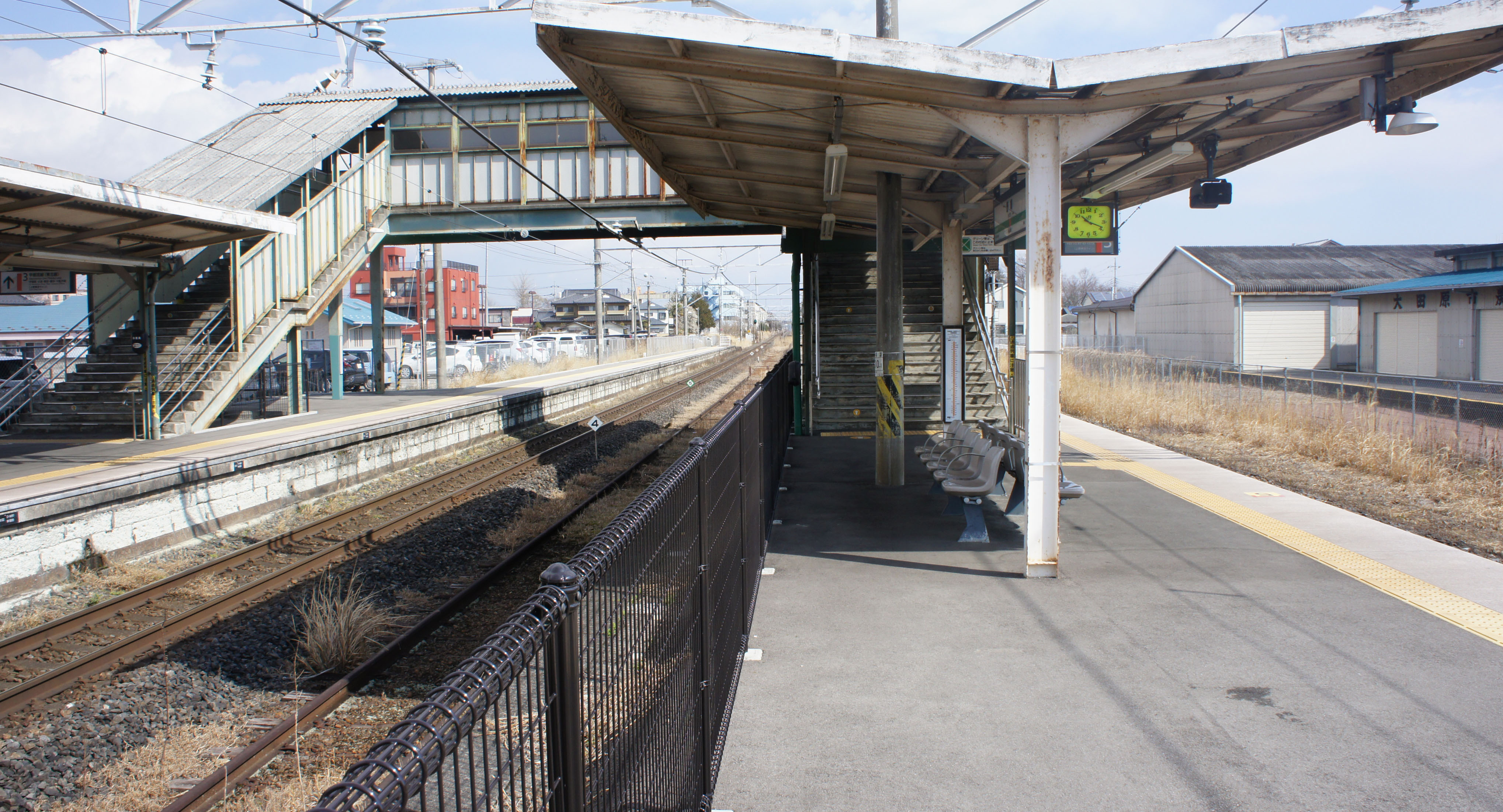
抬高後的月台（2019年3月）

## 使用情況
根據JR東日本，2019年（令和元年）度1日平均上車人次為1,306人。大田原市最大級工業集積地之一野崎工業團地、野崎第二工業團地最近車站，主要由該兩個工業團地內各企業的通勤客使用。
近年的推移如下表。
| 上車人次推移       | 上車人次推移     | 上車人次推移    |
| 年度               | 1日平均 上車人次 | 來源            |
| ------------------ | ---------------- | --------------- |
| 2000年（平成12年） | 921              | [ 利用客数 2 ]  |
| 2001年（平成13年） | 1,021            | [ 利用客数 3 ]  |
| 2002年（平成14年） | 1,112            | [ 利用客数 4 ]  |
| 2003年（平成15年） | 1,092            | [ 利用客数 5 ]  |
| 2004年（平成16年） | 1,111            | [ 利用客数 6 ]  |
| 2005年（平成17年） | 1,135            | [ 利用客数 7 ]  |
| 2006年（平成18年） | 1,177            | [ 利用客数 8 ]  |
| 2007年（平成19年） | 1,168            | [ 利用客数 9 ]  |
| 2008年（平成20年） | 1,168            | [ 利用客数 10 ] |
| 2009年（平成21年） | 1,231            | [ 利用客数 11 ] |
| 2010年（平成22年） | 1,264            | [ 利用客数 12 ] |
| 2011年（平成23年） | 1,260            | [ 利用客数 13 ] |
| 2012年（平成24年） | 1,277            | [ 利用客数 14 ] |
| 2013年（平成25年） | 1,335            | [ 利用客数 15 ] |
| 2014年（平成26年） | 1,223            | [ 利用客数 16 ] |
| 2015年（平成27年） | 1,244            | [ 利用客数 17 ] |
| 2016年（平成28年） | 1,199            | [ 利用客数 18 ] |
| 2017年（平成29年） | 1,242            | [ 利用客数 19 ] |
| 2018年（平成30年） | 1,274            | [ 利用客数 20 ] |
| 2019年（令和元年） | 1,306            | [ 利用客数 21 ] |

## 相鄰車站
東日本旅客鐵道
■宇都宮線
■通勤快速、■快速「Rabbit」、■普通
矢板－野崎－西那須野

### 使用情況
1. ↑  . 東日本旅客鉄道.   [2019-07-11]. （原始内容存档于2019-07-05）.
2. ↑  . 東日本旅客鉄道.   [2019-02-13]. （原始内容存档于2019-03-27）.
3. ↑  . 東日本旅客鉄道.   [2019-02-13]. （原始内容存档于2019-03-27）.
4. ↑  . 東日本旅客鉄道.   [2019-02-13]. （原始内容存档于2019-03-27）.
5. ↑  . 東日本旅客鉄道.   [2019-02-13]. （原始内容存档于2019-03-27）.
6. ↑  . 東日本旅客鉄道.   [2019-02-13]. （原始内容存档于2019-03-27）.
7. ↑  . 東日本旅客鉄道.   [2019-02-13]. （原始内容存档于2019-03-27）.
8. ↑  . 東日本旅客鉄道.   [2019-02-13]. （原始内容存档于2019-03-27）.
9. ↑  . 東日本旅客鉄道.   [2019-02-13]. （原始内容存档于2019-04-02）.
10. ↑  . 東日本旅客鉄道.   [2019-02-13]. （原始内容存档于2019-03-27）.
11. ↑  . 東日本旅客鉄道.   [2019-02-13]. （原始内容存档于2019-03-27）.
12. ↑  . 東日本旅客鉄道.   [2019-02-13]. （原始内容存档于2019-03-27）.
13. ↑  . 東日本旅客鉄道.   [2019-02-13]. （原始内容存档于2019-03-27）.
14. ↑  . 東日本旅客鉄道.   [2019-02-13]. （原始内容存档于2018-10-26）.
15. ↑  . 東日本旅客鉄道.   [2019-02-13]. （原始内容存档于2016-04-04）.
16. ↑  . 東日本旅客鉄道.   [2019-02-13]. （原始内容存档于2019-03-27）.
17. ↑  . 東日本旅客鉄道.   [2019-02-13]. （原始内容存档于2019-03-23）.
18. ↑  . 東日本旅客鉄道.   [2019-02-13]. （原始内容存档于2017-07-29）.
19. ↑  . 東日本旅客鉄道.   [2019-02-13]. （原始内容存档于2018-07-06）.
20. ↑  . 東日本旅客鉄道.   [2019-07-11]. （原始内容存档于2019-07-05）.
21. ↑  . 東日本旅客鉄道.   [2020-07-10]. （原始内容存档于2020-07-11）.

## 外部連結
- 車站資訊（野崎）：東日本旅客鐵道